# Bicycle

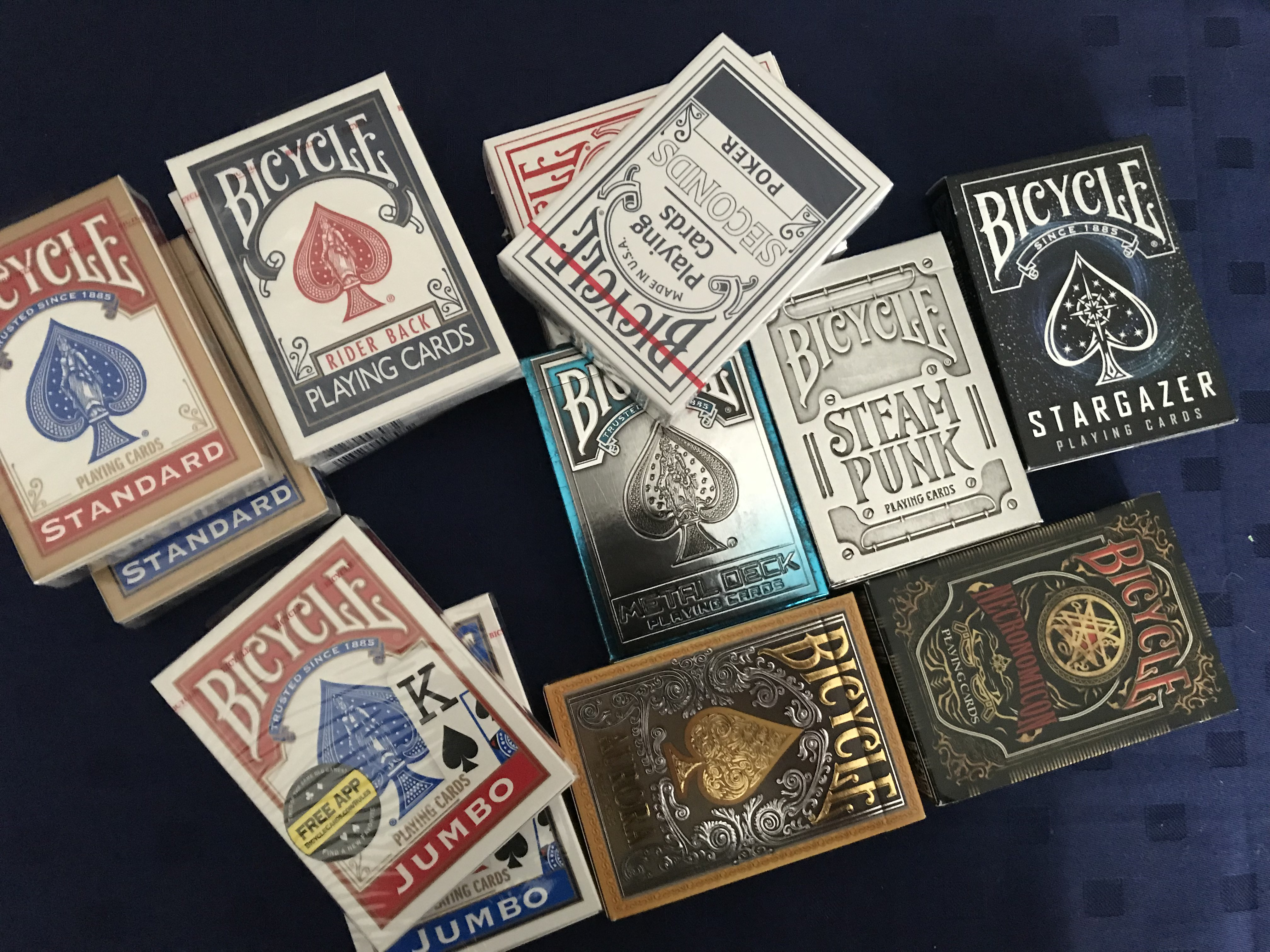
Mazzi assortiti di carte da gioco Bicycle

Bicycle è una marca di carte da gioco prodotte da  United States Playing Card Company.

## Storia
Il marchio è stato creato nel 1885, quando iniziarono ad essere prodotte dalla United States Printing Company che nel 1894 diventò United States Playing Card Company di Cincinnati. Ad oggi il mazzo più utilizzato tra i maghi.

## Caratteristiche
Queste carte sono tra le più resistenti al mondo e vengono usate in modo particolare dai prestigiatori e maghi per la loro qualità, la possibilità di piegarle e il pregio di aprirsi uniformemente a ventaglio se maneggiate correttamente.
Sono telate in maniera da scorrere in modo "pulito" l'una sull'altra: non sono completamente lisce, ma leggermente ruvide in modo che non si attacchino tra di loro, rendendo le carte estremamente maneggevoli anche dalla prima volta che le si prende in mano e per questo molto usate anche da famosi prestigiatori. Questa caratteristica delle carte Bicycle è data dal tipo di finitura. Nelle Bicycle, come nella gran parte dei mazzi prodotti dalla United States Playing Card Company, la finitura utilizzata è la Air Cushion Finish (Finitura a Cuscino d'Aria).
Le Bicycle si riconoscono facilmente. Infatti nei Joker (il jolly) è rappresentato un re su una bicicletta. Anche l'asso di picche è abbastanza riconoscibile, infatti sopra al seme di picche si trova la scritta "BICYCLE" e sotto le scritte "THE UNITED STATES PLAYING CARD COMPANY" e "MADE IN U.S.A.". Altro simbolo che le distingue dalle altre carte è il seme di picche presente sull'astuccio e al centro dell'asso dello stesso seme che, come il design del dorso e dell'astuccio, è un marchio registrato. Nel disegno dei jolly e sull'asso di picche è inoltre presente il numero 808, indicato anch'esso come marchio registrato.

## Mazzi regolari
Ne sono state prodotte di svariati colori: nero, verde, giallo, fucsia, grigio-verde militare, prodotte anni fa appositamente per l'esercito. Ne esistono anche di svariate forme e aspetto: dalle classiche carte da poker a dorso blu o rosso alle più simpatiche "Tragic Royalty", fino a quelle Vintage e quelle dark come le "Black ghost", le "Tiger black" e le "Shadow master".
- Bicycle Standard: Questo mazzo è il mazzo standard da poker della Bicycle. Dimensioni ed indici del mazzo sono gli standard del poker e i dorsi sono i classici dorsi bicycle. Le carte sono disponibili in due colorazioni dei dorsi: blu e rosse, si trovano però facilmente versioni anche in altri colori prodotte da altre ditte produttrici di mazzi di carte. Le Bicycle Standard hanno rimpiazzato le vecchie Rider Back che erano identiche alle prime se non per il design dell'astuccio.
- Bicycle Bridge: Mazzo identico allo Standard se non per il formato delle carte che è quello delle carte da Bridge e non da poker.

## Edizioni Speciali
- Bicycle® Large Print Deck: Queste carte sono stampate diversamente dalle altre, mentre il dorso rimane sempre lo stesso, sul fronte troviamo il numero ripetuto 2 volte a specchio e il seme della carta stampato solo una volta.
- Bicycle® Bronze Steampunk & Silver Steampunk: Hanno sul dorso l'asso di picche e il joker a tema meccanico, infatti sul dorso sono disegnati ingranaggi color bronzo o argento in base alla versione mentre l'asso e il joker sono componenti meccanici.